# Melchor García Sampedro
Melchor García Sampedro, también conocido como San Melchor de Quirós (Lindes, 28 de abril de 1821 - Nam-Dinh, Vietnam, 28 de julio de 1858), fue un obispo dominico y el primer santo asturiano.

## Biografía
Nació en el lugar de Cortes, parroquia de Lindes, (concejo de Quirós), Asturias, España, el 28 de abril de 1821, siendo bautizado al día siguiente en la iglesia parroquial de San Esteban de Cienfuegos por su párroco, Fr. Clemente Rodríguez, monje  cisterciense. Sus padres se llamaban Juan García Sampedro, natural de San Pedro de Arrojo, en la parte baja del valle de Quirós, y Francisca Suárez, natural de Cortes. Era el mayor de los siete hijos que tuvo el matrimonio. Su infancia transcurre en los pueblos de Cortes y San Pedro [Parroquia de Arrojo] adonde se traslada su familia.

### Estudios
Con catorce años había completado los estudios de latín, y en octubre de 1835 su padre lo lleva a Oviedo. Se alojó en la pensión de María García Mata por  recomendación de Félix Fernández Prada, compañero de estudios en Bárzana, que también se alojaba allí. Estudió Filosofía y Teología en la Universidad de Oviedo. Nombrado por el Cabildo catedralicio profesor del colegio diocesano San José, deja la docencia e ingresa en la Orden de Santo Domingo, con intención de ser misionero en el Oriente, tomando los hábitos en el Convento de Santo Domingo de Ocaña (Toledo) el 16 de agosto de 1845.

### Profesores
Entre las muchas personas que le enseñaron, destacan el naturalista y químico  León Salmeán, porentonces director del Observatorio Meteorológico,  Posada Herrera que le enseñó matemáticas antes de dedicarse a la política, Benito Canella Meana, padre de Fermín Canella, fray Manuel Caso y Parte, Juan Jerónimo Couder, Francisco Fernández Cardín, canonista  piloñés y los teólogos Francisco Lavara y José Fernández Castañón, ambos del concejo de  Lena.

## Marcha a misiones
Ordenado sacerdote en diciembre de 1847 en Madrid, se embarca en Cádiz en la fragata Victoria el 7 de marzo de 1848 y llega a Manila (Filipinas), su primer destino, el 25 de julio del mismo año. Nombrado lector de Filosofía en el Colegio de Santo Tomás de la capital filipina, sólo lo desempeña hasta el mes de octubre de dicho año, embarcando entonces rumbo a Macao con destino a las misiones de Tung-Kin (Vietnam), donde llega en febrero de 1849. Allí se encontraba estudiando su cultura y dedicado al servicio pastoral.
Melchor era una persona de gran piedad y cultivaba en forma especial la devoción al Señor de la Pasión y a la Madre Dolorosa. Dos piezas iluminadoras en su testimonio por la fe. Dadas sus notables cualidades para el ministerio y el gobierno, pronto es elevado al servicio de vicario del grupo de misioneros, y el 16 de septiembre de 1855 el obispo José María Díaz Sanjurjo le consagra obispo de Tricomía en Bui-Chu.
En perfecta armonía con su proyecto ministerial, se entrega sin reservas al cuidado, formación y santificación de los fieles, dando con ello ocasión a ser públicamente conocido y arrostrar la persecución que el emperador Tu Duc había decretado contra los cristianos. Al respecto, escribe a sus padres:
«No hemos tenido un día de paz ni de quietud, ni una hora en que nuestra vida no peligrase. El infierno entero se ha conjurado contra nosotros, y estos mandarines, como otros nerones, se han propuesto concluir con la obra del Señor... Persecución cruel, hambre extremada y guerra civil son los tres azotes con que los neófitos de Tonkín central purgan sus pecados y labran una corona más brillante que el sol, que ceñirán por toda una eternidad. En un día cortaron la cabeza al sacerdote Huang y a cinco cristianos; al día siguiente a diez, y poco después a otros diez; luego a tres sacerdotes, y antes de todos estos habían hecho pedazos en un solo día a trece cristianos. Ayúdenme con sus oraciones a lavar mis culpas con mi sangre y que consiga la palma del martirio».

## Martirio
Tras ser ejecutado monseñor Sanjurjo, García Sampedro, su sucesor, es detenido el 8 de julio de 1858 en Kieu-Lao y conducido cargado de cadenas a Nam Định, capital de la provincia, donde se le somete a incontables y crueles tormentos, torturas y tentaciones. Pero se mantiene inquebrantable en su fe, por lo que es despedazado públicamente el día 28 del mismo mes y año.
Repatriados treinta años después sus restos a Oviedo, donde se celebran solemnes honras fúnebres el 28 y 29 de abril de 1889, son trasladados a la capilla del Rey Casto de la catedral ovetense, en la actualidad se encuentran en la capilla de Nuestra Señora de Covadonga en la misma catedral.

## Beatificación y canonización
El papa Pío XII le declara Beato el 29 de abril de 1951, tras un proceso de Beatificación que estuvo largo tiempo parado y fue promovido, casi un siglo después de su muerte, por el maestro general de la Orden, fray Manuel Suárez. Finalmente, es proclamado santo, junto con otros mártires del Vietnam, el 19 de junio de 1988 por el papa Juan Pablo II, convirtiéndose en el primero santo nativo asturiano.